# Cidade Industrial Juventino Dias
A Cidade Industrial Junventino Dias, também conhecida como Cidade Industrial de Contagem, ou, simplesmente, Cidade Industrial é um distrito industrial localizado no bairro Cidade Industrial, do município de Contagem, em Minas Gerais. A Cidade Industrial foi o primeiro parque industrial planejado pelo Governo do Estado de Minas Gerais.

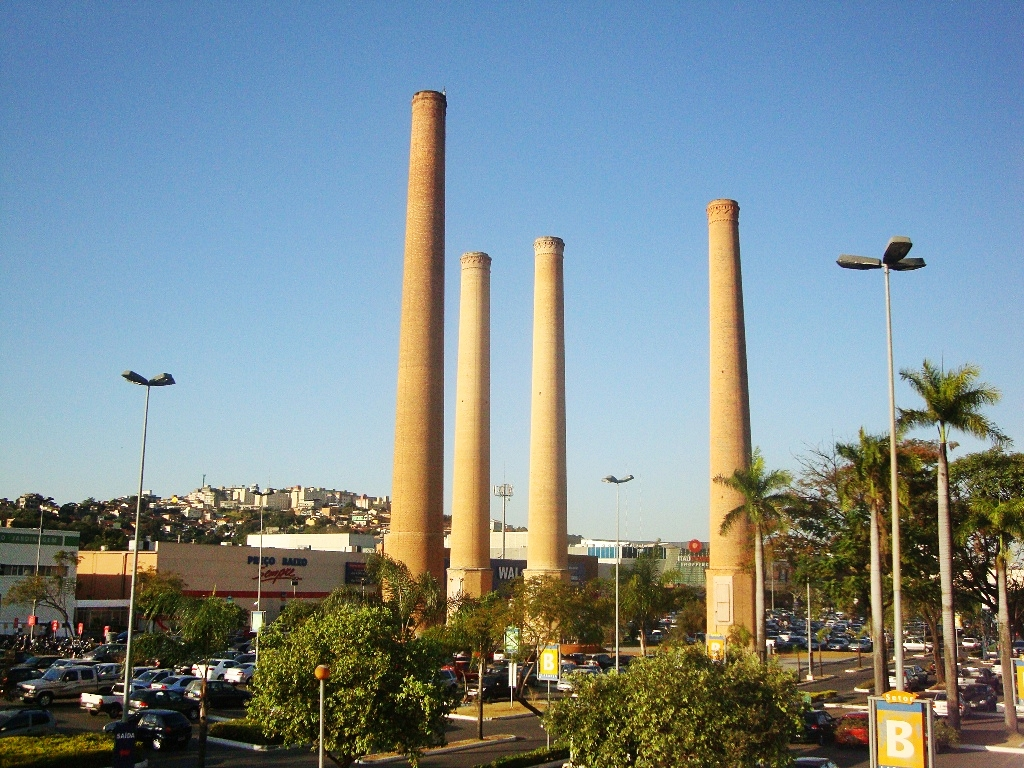
Chaminés da antiga Cia. de Cimento Portland Itáu, preservadas na Cidade Industrial Juventino Dias.

Instituída pelos Decretos-Lei 770, de 20 de março de 1941, e 778, de 19 de junho de 1941, a Cidade Industrial foi o primeiro distrito industrial (DI) planejado do país.

## História

### Minas Gerais antes da Cidade Industrial
Após a Grande Depressão de 1929, a economia cafeeira no Brasil foi atingida devido à superprodução. Os principais estados produtores do produto eram São Paulo, Rio de Janeiro e Minas Gerais. Políticos da época procuravam formas de conter a redução do preço do café. Faltava das autoridades políticas, no entanto, iniciativas para a industrialização no Brasil, que começou sem apoio decidido do Estado, sem uma clara política voltada para ela.
Essa situação só ser reverteu após políticas desenvolvimentistas de Getúlio Vargas, que culminaram na intensificação das atividades industriais no país.
Em Minas Gerais, os representantes dos setores produtivos e da tecnocracia estadual passaram a defender a tese de que o estado, rico em recursos naturais, precisava se industrializar para superar o atraso econômico. Como resultado dessa nova orientação política, em 1941, o governador Israel Pinheiro inaugurou o sistema de distritos industriais que seria gradualmente construído em Minas Gerais ao longo das décadas seguintes.
A expansão das atividades industriais nesse período foi responsável pelo processo de urbanização, que se acelerou e pela implantação de infraestrutura de energia, transportes e comunicações para dar sustentação ao crescimento econômico.

### Escolha do Local
Em 1941, as principais indústrias de Belo Horizonte concentravam-se principalmente na Zona Industrial do Barro Preto, localizada dentro da área urbana da capital mineira. Havia necessidade de transferir as fábricas para outro local distante das zonas residenciais e de comércio e serviços e onde houvesse possibilidade de instalação de fábricas maiores.
O local escolhido pelo governo mineiro para a instalação do primeiro distrito industrial planejado do Brasil foi a localidade de Ferrugem, desmembrada da Capital e anexada ao distrito de Contagem, que pertencia a Betim. Essa localidade era próxima à capital, onde havia disponibilidade de mão-de-obra e facilidade de acesso a matéria-prima. A região também apresentava um relevo suave e tinha boas condições de acesso às estradas que ligam Minas Gerais ao Rio de Janeiro (445 km) e a São Paulo (600 km). Além disso, tratava-se, à época, de uma área pouco habitada, com vastas extensões de terrenos que poderiam ser adquiridos dos fazendeiros endividados. Finalmente, a escolha pouparia Belo Horizonte, considerada a "Cidade Jardim" do Estado.

### Criação do Distrito Industrial
Em 20 de março de 1941, o governador de Minas Gerais, Benedito Valadares, com apoio do prefeito de Belo Horizonte, Juscelino Kubitschek,  assinou o Decreto 770, que instituiu o primeiro distrito industrial de Minas Gerais, que passou a denominar-se Cidade Industrial Juventino Dias. Para a criação da Cidade Industrial, o governo estadual desapropriou 770 hectares de área e promoveu o loteamento e o arruamento. 
Inicialmente, o novo distrito industrial recém instituído carecia obras de infraestrutura. As linhas da E. F. Oeste de Minas e da Central do Brasil foram desviadas para facilitar o acesso ao local.

### Criação da CEMIG, BDMG, CDI e INDI
O maior impedimento para a implantação de novos empreendimentos industriais na região era a ausência de energia elétrica. O sistema elétrico mineiro era precário e dependia, basicamente, da iniciativa privada. 
Para dar suporte à implantação de um parque industrial em Minas Gerais, era imprescindível a criação de uma empresa de energia elétrica, o que se tornou um dos grandes objetivos do Governo Milton Campos (1945 a 1950) que realizou todos os estudos e projetos necessários à criação da Companhia Energética de Minas Gerais – Cemig. A Cemig foi criada 22 de maio de 1952 e sua missão era dotar o Estado da energia necessária para se desenvolver.
A primeira usina adquirida pela CEMIG foi a Usina Gafanhoto, localizada no rio Pará, no município de Divinópolis. Construída em 1946, com capacidade instalada de 14 MW, foi adquirida pela CEMIG em 1953. A existência dessa usina possibilitou a implantação da Cidade Industrial de Contagem.
Para fomentar o desenvolvimento de novos empreendimentos industriais, o governo estadual criou o Banco de Desenvolvimento do Estado de Minas Gerais (BDMG). O banco foi instituído em 1962 e era órgão planejador do desenvolvimento, oferecia linhas de crédito e repassava recursos do Banco Nacional de Desenvolvimento Econômico e Social (BNDES).
Para promover investimentos privados na Cidade Industrial, bem como em outros distritos industriais criados posteriormente no estado, o governador Israel Pinheiro criou o Instituto de Desenvolvimento Industrial de Minas Gerais – INDI. O Instituto foi criado em 30 de maio de 1968, por meio de contrato social entre a CEMIG e o BDMG e  tinha objetivo inicial de elaborar o Plano de Ações para Aceleração do Desenvolvimento Industrial de Minas Gerais, visando identificar oportunidades industriais e despertar o interesse de investidores nacionais e estrangeiros.
Em 1971, pela Lei 5721, foi instituída a Companhia de Distritos Industriais (CDI). Essa lei autorizou o governo do estado a constituir e organizar sociedade sob controle acionário do estado destinada a projetar, implantar e administrar áreas industriais. Mais tarde, em 2003, a CDI seria incorporada à CODEMIG.

### Primeiras fábricas
As primeiras fábricas instaladas em Contagem foram:
- Magnesita Refratários S.A., a primeira empresa a ocupar uma área no distrito em 1946.
- Estamparia S.A., que iniciou a operação em 1946.
- Mannesmann, cujas obras de instalação se iniciaram em maio de 1952.
- Pastifício Vilma, instalada em 1954.
- Cia de Cimento Portland Itaú, que produziu o primeiro saco de cimento em 1954.
- Aymoré Produtos Alimentícios, instalada em 1958.

### Esgotamento do Distrito Industrial
Em 1966, não havia disponibilidade de lotes para novos empreendimentos industriais na Cidade Industrial, pois esta já estava com sua capacidade praticamente esgotada. Em 1970, novamente por iniciativa do poder público, foi iniciada uma nova expansão industrial em Minas Gerais. Mais uma vez o local escolhido foi em Contagem. Por força da Lei Municipal nº 911 de 1970 foi implantado o Centro Industrial de Contagem, mais conhecido pela sigla CINCO.

## Planejamento Urbano

### Principais Vias
De acordo com mapa oficial disponibilizado pela Prefeitura de Contagem, as principais vias da Cidade Industrial são estas listadas abaixo.
- Anel Rodoviário de Belo Horizonte.
- Avenida Amazonas.
- Avenida Babita Camargos.
- Avenida Cardeal Eugênio Pacelli.
- Avenida General David Sarnoff.
- Avenida João César de Oliveira.
- Rodovia Fernão Dias.

Além dessas vias, compõem a infraestrutura local a Linha 1 do Metrô de Belo Horizonte, com a Estação Cidade Industrial e as ferrovias mistas da MRS e da FCA.

## Programa de Revitalização e Modernização
Atualmente, a Cidade Industrial passa por processo de desindustrialização, pois na região coexistem atividades industriais, comerciais, de serviços e há, inclusive, áreas residenciais. Em maio de 2015, a CODEMIG lançou um programa para revitalizar e modernizar treze distritos industriais do estado, inclusive a Cidade Industrial. O programa visa a organizar a infraestrutura de ponta, aumentar a atratividade do distrito em relação ao mercado e promover a visão sistêmica do desenvolvimento e da competitividade industrial, bem como estruturar um ambiente de cooperação.

## Principais Indústrias Instaladas na Cidade Industrial
- Arcelormittal.
- Case New Holland.
- Cooperativa Central dos Produtores Rurais de Minas Gerais Ltda .
- Companhia Energética de Minas Gerais – CEMIG.
- ESAB.
- General Electric do Brasil Ltda.
- Mannesmann.
- Magnesita Refratários S.A..
- Pastifício Vilma
- Alcicla.

## Outras empresas instaladas na Cidade Industrial
- Itaú Power Shopping.
- Leroy Merlin.
- Sam's Club.
- Transmoreira.
- Viação Cometa.

## Ligações Externas
1. Companhia de Desenvolvimento Econômico de Minas Gerais – CODEMIG
2. Instituto de Desenvolvimento Integrado de Minas Gerais – INDI